# Emppu Vuorinen
Erno Matti Juhani Vuorinen, detto Emppu (Kitee, 24 giugno 1978), è un chitarrista finlandese, membro fondatore, insieme a Tuomas Holopainen e Tarja Turunen, del gruppo musicale Nightwish.

## Biografia
Emppu iniziò a suonare il proprio strumento all'età di 12 anni come studente privato e da allora ha partecipato a diverse formazioni, fra le quali vi sono anche alcuni progetti paralleli come i Brother Firetribe e gli Altaria. Con questi ultimi, ha suonato dal 2002 insieme a Jani Liimatainen dei Sonata Arctica e sull'album d'esordio Invitation, fino a gennaio del 2004, quando per decisione di tutti e senza alcun rancore, lascia la band.
L'ultimo album pubblicato invece dai Brother Firetribe è del 2008 e si intitola Heart Full of Fire, disco al quale partecipa in una traccia anche Anette Olzon, la nuova cantante in sostituzione di Tarja Turunen.
Ha inoltre preso parte al progetto Aina, un supergruppo che raccoglie alcuni fra i migliori musicisti contemporanei della scena hard rock e metal, suonando l'assolo di chitarra sul brano Rebellion, contenuto nell'opera metal Days of Rising Doom.
Ha preso parte all'album "Guitar Heroes", un progetto finlandese che comprende chitarristi famosi come Timo Tolkki e Alexi Laiho, componendo e suonando il brano "Ulterior Motive".
Ha un fratello gemello.

## Strumentazione

### Chitarre, corde e plettri
Vuorinen utilizzò inizialmente chitarre Washburn per la registrazione dei primi album (la WASHBURN CS-780,in finitura sia bianca che viola e dotata di hardware dorato), ma recentemente è diventato endorser della ESP.  Attualmente utilizza una versione "custom" della ESP Horizon FR-II, la ESP EV1, dotata di pickups Seymour Duncan (un TB-5 al ponte, un SHR-1n posizionato al centro e un SH-2n collocato al manico), una di colore bianco e due viola (una di queste ultime due ha una aerografia di una ragazza velata sul top), nonché una ESP Eclipse "Vintage Black", la quale è stata utilizzata durante le riprese dei videoclip di Amaranth e Bye Bye Beautiful. Ha inoltre 2 ESP LTD MH-400, una nera e una blu, le quali però non vengono usate nei live. Usa corde DR 0.09-0.42 per l'accordatura in E e corde DR 0.10-0.46 per l'accordatura in D. Usa plettri 0.83 marcati con il logo del gruppo.

### Rack ed effetti
Nel suo rack, gestito da una pedaliera midi Boss FC-50, trovano posto un sistema wireless per chitarra elettrica Beyerdynamic Opus 500 MKII, un preamplificatore SansAmp PSA-1 Preamp e un multieffetto TC Electronic G-Major. Usa i seguenti effetti: Jim Dunlop Cry Baby Volume/Wah, Digitech Whammy WH 4, Morley Power Wah, un Boss MT-2 modificato e un tap-tempo Boss FS-5U.

### Amplificatori
Come amplificatori utilizza un  Mesa Boogie "Dual Rectifier" e un Mesa Boogie Stereo 50/50 collegati a 2 cabinets: un 4x12 Marshall JCM 800 e un 4x12 Marshall JCM 900. In studio usa anche amplificatori Engl e Bogner.

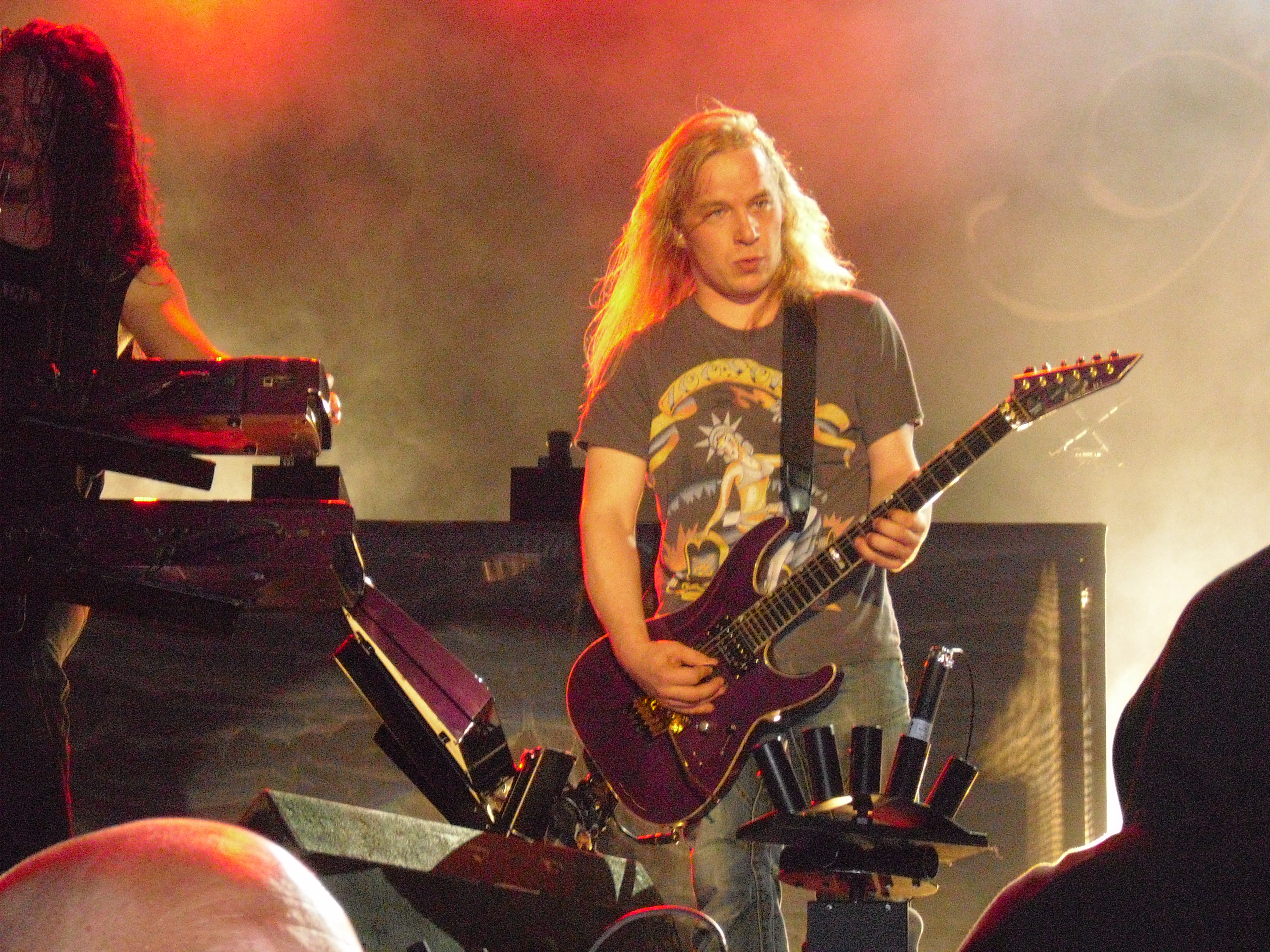
Emppu in concerto nel 2009

## Stile
Emppu è un chitarrista particolarmente tecnico, molto abile nel tapping, nel vibrato, nei legati e nella plettrata alternata utilizzata sulle scale.
Come componente dei Nightwish, Vuorinen ha un ruolo fondamentale concernente le parti ritmiche dei brani, sostenendo e intrecciandosi con le linee di tastiera di Holopainen. Brevi, ma comunque intensi gli spazi che gli vengono affidati per gli assoli.